# アーサー・ゴア (第2代アラン伯爵)

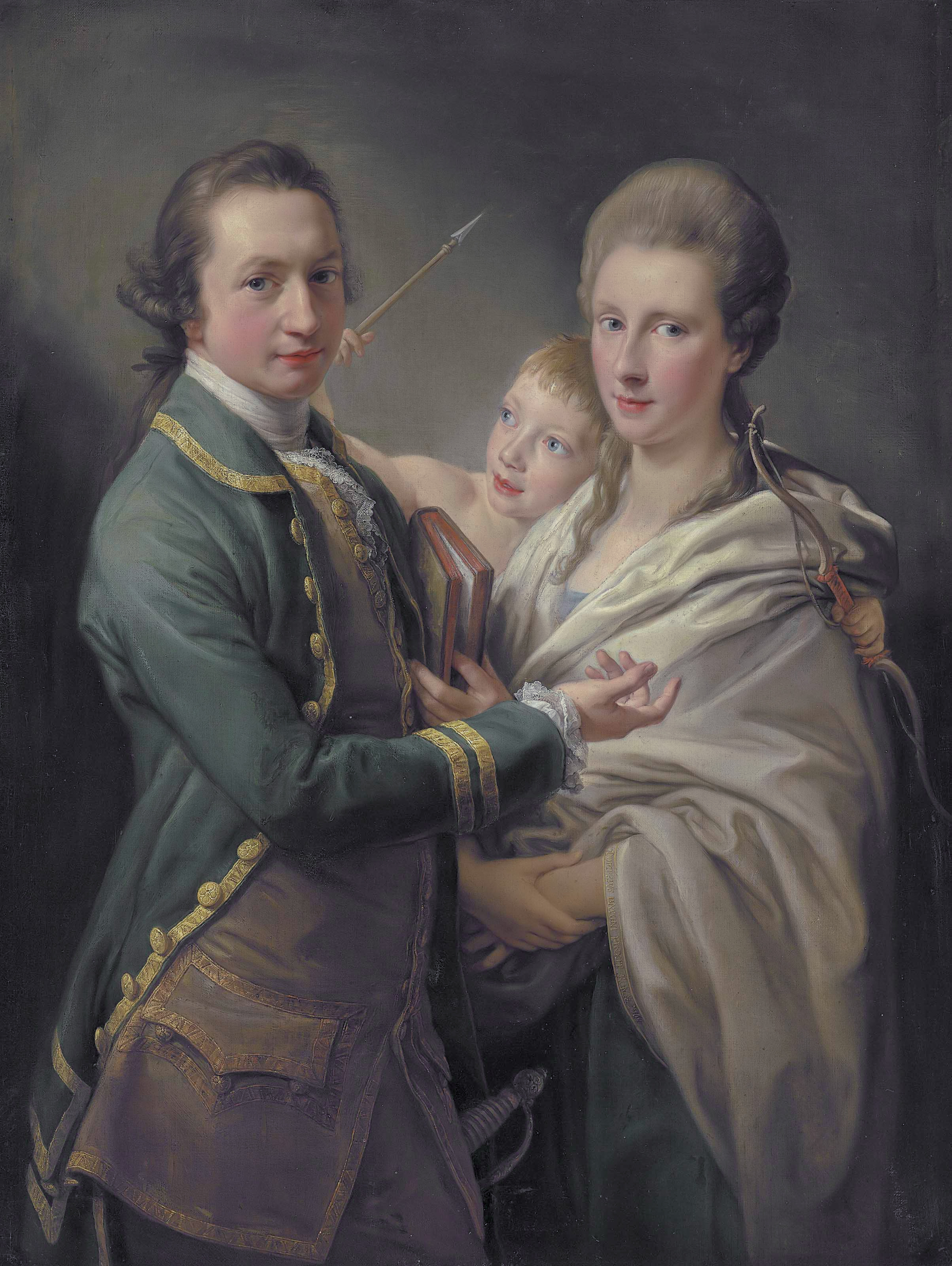
サッドリー子爵夫婦の肖像画、ポンペオ・バトーニ作、1769年。

第2代アラン伯爵アーサー・サンダース・ゴア（英語: Arthur Saunders Gore, 2nd Earl of Arran KP PC (Ire)、1734年7月25日 – 1809年10月8日）は、アイルランド王国出身の貴族、政治家。襲爵以前はサッドリー子爵の儀礼称号を使用した。

## 生涯
アーサー・ゴア（後の初代アラン伯爵）とジェーン・サンダース（Jane Saunders、1704年12月20日洗礼 – 1747年3月20日、リチャード・サンダースの娘）の息子として、1734年7月25日に生まれた。
1757年にウェックスフォード県長官を、1765年にメイヨー県長官を務め、1771年にアイルランド枢密院の枢密顧問官に任命された。また、1759年から1760年までドニゴール・バラ選挙区の代表として、1761年から1768年までウェックスフォード・カウンティ選挙区の代表としてアイルランド庶民院議員を務め、1768年から1773年まで再びドニゴール・バラ選挙区の代表として議員を務めた。1773年4月17日に父が死去すると、アラン伯爵位を継承、1774年4月26日にアイルランド貴族院議員に就任した。
1773年から1786年までメイヨー首席治安判事を務めた。
1783年2月5日、聖パトリック勲章を授与され、聖パトリック騎士団創設時点の団員15名のうちの1人となった。
1809年10月8日に死去、息子アーサー・サンダースが爵位を継承した。

## 家族
1760年7月24日、キャサリン・アンズリー（Catherine Annesley、1770年11月23日没、初代グレローリー子爵ウィリアム・アンズリーの娘）と結婚、2男4女をもうけた。
- アーサー・サンダース（1761年7月20日 – 1837年1月20日） - 第3代アラン伯爵[3]
- アン・ジェーン（1827年5月没） - 1783年、ヘンリー・ハットン（Henry Hatton）と結婚。1800年4月3日、初代アバコーン侯爵ジョン・ハミルトンと再婚[3]
- エリザベス・アラミンタ（Elizabeth Araminta） - ヘンリー・マンク（Henry Monck）と結婚[3]
- キャサリン・シャーロット（Catherine Charlotte、1766年9月 – 1852年2月23日） - 1783年1月25日、第6代カーベリー男爵ジョン・エヴァンス＝フリーク（1765年11月11日 – 1845年5月12日）と結婚[3][4]
- ウィリアム・ジョン（1767年11月16日 – 1836年1月15日） - 1798年5月30日、キャロライン・ヘイルズ（Caroline Hales、1836年6月7日没、第4代準男爵サー・トマス・ピム・ヘイルズ（英語版）の娘）と結婚、子供あり。第4代アラン伯爵フィリップ・ヨーク・ゴアの父[3]
- ジェーン（1831年没） - ダドリー・ロフタス（Dudley Loftus）と結婚[3]

1771年、アン・ナイト（Anne Knight、1779年10月以前没、ブーリン・ナイトの娘）と再婚、1男2女をもうけた。
- ジョージ（英語版）（1774年2月 – 1844年8月27日） - 聖職者。1771年、アン・バーローズ（Anne Burrowes、1819年9月16日没、ロバート・バーローズの娘）と結婚、子供あり。1820年2月3日、ソフィア・リブトン（Sophia Ribton、1821年12月没、第2代準男爵サー・ジョージ・リブトンの娘）と再婚、子供あり。1823年6月、マリア・バンベリー（Maria Bunbury、1856年2月22日没、トマス・バンベリーの未亡人）と再婚、子供なし[3]
- マリア・ルイーザ（1827年3月6日没） - 1800年1月19日、ジェームズ・ノックス＝ゴア（James Knox-Gore、1818年10月21日没）と結婚、子供あり[3]
- エレノア（1812年3月25日没） - 1801年5月25日、フレデリック・キャヴェンディッシュ（1777年 – 1856年3月10日、第2代準男爵サー・ヘンリー・キャヴェンディッシュ（英語版）の息子）と結婚、子供あり[3]

1781年2月、エリザベス・アンダーウッド（Elizabeth Underwood、1829年6月5日没、リチャード・アンダーウッドの娘）と再婚、4男3女をもうけた。
- サンダース（1783年 – 1813年[3]）
- セシリア・レティシア（英語版）（1785年ごろ – 1873年8月1日） - 1815年5月14日、サー・ジョージ・バギン（Sir George Buggin、1825年4月12日没）と結婚。1831年5月2日、王族のサセックス公爵オーガスタス・フレデリックと再婚。1840年4月10日、インヴァネス女公爵に叙爵[3]
- ジョン（1814年没[3]）
- チャールズ・スティーブン（英語版）（1793年12月26日 – 1869年9月4日） - 1824年5月13日、サラ・レイチェル・フレイザー（Sarah Rachel Fraser、1880年10月17日没、ジェームズ・フレイザーの娘）と結婚、子供あり[3]
- エドワード（1797年 – 1879年1月10日） - 海軍軍人。1822年10月28日、メアリー・アン・ダグラス（Mary Anne Douglas、1880年8月4日没）と結婚、子供あり[3]
- イザベラ（1838年11月30日没） - 1816年3月2日、チャールズ・ダグラス（Charles Douglas、1791年3月10日 – 1857年1月28日、ジョン・ダグラスの息子）と結婚、子供あり[3]
- ジュリア（1800年ごろ – 1891年8月21日） - 1821年12月23日、ロバート・マナーズ・ロックウッド（Robert Manners Lockwood）と結婚、子供あり[3]